# Hungría en los Juegos Olímpicos de Melbourne 1956
Hungría estuvo representada en los Juegos Olímpicos de Melbourne 1956 por un total de 111 deportistas que compitieron en 13 deportes.  
El portador de la bandera en la ceremonia de apertura fue el atleta József Csermák.

## Medallistas
El equipo olímpico húngaro obtuvo las siguientes medallas:
| Nombre                                                                                    | Deporte            | Competición                                       |
| ----------------------------------------------------------------------------------------- | ------------------ | ------------------------------------------------- |
| Oro                                                                                       |                    |                                                   |
| László Papp                                                                               | Boxeo              | Medio (71 kg) M                                   |
| Rudolf Kárpáti                                                                            | Esgrima            | Sable ind. M                                      |
| Jenő Hámori Rudolf Kárpáti Attila Keresztes Pál Kovács Aladár Gerevich Dániel Magay       | Esgrima            | Sable por eqs. M                                  |
| Ágnes Keleti                                                                              | Gimnasia artística | Suelo F                                           |
| Ágnes Keleti                                                                              | Gimnasia artística | Asimétricas F                                     |
| Ágnes Keleti                                                                              | Gimnasia artística | Barra de equilibrio F                             |
| Andrea Bodó Ágnes Keleti Aliz Kertész Margit Korondi Erzsébet Köteles Olga Tass           | Gimnasia           | Concurso completo por eqs. F (aparatos portables) |
| László Fábián János Urányi                                                                | Piragüismo         | K2 10 000 m M                                     |
| Equipo                                                                                    | Waterpolo          | Torneo M                                          |
| Plata                                                                                     |                    |                                                   |
| József Kovács                                                                             | Atletismo          | 10 000 m M                                        |
| Sándor Rozsnyói                                                                           | Atletismo          | 3000 m obstáculos M                               |
| Lajos Balthazár Barnabás Berzsenyi József Marosi Ambrus Nagy Béla Rerrich József Sákovics | Esgrima            | Espada por eqs. M                                 |
| Ágnes Keleti                                                                              | Gimnasia artística | Concurso completo ind. F                          |
| Andrea Bodó Ágnes Keleti Aliz Kertész Margit Korondi Erzsébet Köteles Olga Tass           | Gimnasia artística | Concurso completo por eqs. F                      |
| Imre Polyák                                                                               | Lucha grecorromana | 62 kg M                                           |
| Éva Székely                                                                               | Natación           | 200 m braza F                                     |
| Ferenc Hatlaczky                                                                          | Piragüismo         | K1 10 000 m M                                     |
| István Hernek                                                                             | Piragüismo         | C1 1000 m M                                       |
| János Parti                                                                               | Piragüismo         | C1 10 000 m M                                     |
| Bronce                                                                                    |                    |                                                   |
| Mihály Fülöp József Gyuricza József Marosi József Sákovics Lajos Somodi Endre Tilli       | Esgrima            | Florete por eqs. M                                |
| Olga Tass                                                                                 | Gimnasia artística | Salto de potro F                                  |
| Gyula Tóth                                                                                | Lucha grecorromana | 67 kg M                                           |
| György Tumpek                                                                             | Natación           | 200 m mariposa M                                  |
| Lajos Kiss                                                                                | Piragüismo         | K1 1000 m M                                       |
| Károly Wieland Ferenc Mohácsi                                                             | Piragüismo         | C2 1000 m M                                       |
| Imre Farkas József Hunics                                                                 | Piragüismo         | C2 10 000 m M                                     |